# Света Петка (Селце)
„Света Петка“ (на македонска литературна норма: „Света Петка“) е възрожденска православна църква в крушевското село Селце, югозападната част на Северна Македония. Част е от Крушевско-Демирхисарската епархия на Македонската православна църква – Охридска архиепископия.

## География
Църквата се намира на хълм на входа на самото село Селце. Около нея се намират селските гробища. Разположена е в Средната махала, в западната ѝ част.

## История
Църквата е построена в 1878 година. Опожарявана е няколко пъти през османското владичество, но селяните винаги я възстановяват. Последното опожаряване е от 1903 година, когато е изгоряло цялото село.

## Галерия
- Камбанарията
- Входът
- Селските гробища
- Апсидата
- Помощният обект